# Josep Maria Castells Lloberas
Josep Maria Castells Lloberas   (Barcelona, 9 d'agost de 1965 - Mataró, 31 de desembre de 2024) fou un DJ català creador, al costat de Toni Peret, dels volums 3 al 12 de la saga Max Mix a la segona meitat dels anys 1980 i principis dels 1990 a més de molts altres megamixs, al mateix temps de productor musical i DJ en diverses discoteques de prestigi.

## Biografia
Als 15 anys va començar a treballar d'ajudant a la cabina del DJ d'una discoteca a Barcelona, i va viure la seva adolescència a les discoteques de la costa catalana. El 1985 va quedar segon, després de Mike Platinas al 1er Concurs de DJs del segell discogràfic Max Music i un any després va començar les seves activitats com a DJ muntador dels megamixes Max Mix al costat de Toni Peret des del volum 3 fins al 12 el 1992, a més de crear altres sagues com Máquina total, Lo Más Duro, així com Dolce Vita Mix, Acid Mix, Locos por el Mix, Bombazo Mix i desenes de creacions més... tant de discos de barrejes com de produccions d'April, Blue Rhapsody, Caroline, Dream Team, House Empire, Music Sensor, Musitec, New Station, Piano, QNH, Rabbit, Strange Harmony, String Quartet, Test Pressing, Toni Peret & José Mª Castells, Triple Zona y Undersound, sumant un total de més d'un milió i mig de discos venuts entre Europa i els Estats Units, a les quals es va sumar Quique Tejada el 1995 formant amb ells el denominat Dream Team.
El 3 de setembre de 1998 a les 20:15, quan sortia de l'oficina de la seva discogràfica Vale Music després de tornar de Miami per explicar-li al seu cap (a qui tenien com a objectiu segrestar i assassinar) com va ser el viatge es va veure embolicat a un tèrbol succés en què va ser segrestat per error.
Castells va ajudar a idear el format televisiu d'Operación Triunfo a principi dels 2000, i va comprar a més diverses discoteques.
El 2015, es va tornar a reunir amb els seus socis Toni Peret i Quique Tejada, per crear de nou el Dream Team, aquesta vegada sota el nom de Dream3Team Reload, traient un nou disc al mercat anomenat Children Of The 80's esdeveniment que es realitza a la discoteca Hard Rock Hotel a Eivissa. També actuà, juntament amb els seus socis del Dream3Team Reload, a la sala La Riviera a Madrid, en un esdeveniment anomenat Noventeros, on es recorda la música dels 90.